# روور پی۶
روور پی۶ (Rover P۶) خودرویی است که در سال‌های ۱۹۶۳–۱۹۷۷ تولید شده‌است. طول آن در حالت طبیعی ۱۸۰ اینچ (۴٬۵۷۲ میلیمتر)، عرض آن در حالت طبیعی ۶۶ اینچ (۱٬۶۷۶ میلیمتر) و ارتفاع آن در حالت طبیعی ۵۶ اینچ (۱٬۴۲۲ میلیمتر) و وزن آن در حالت طبیعی ۲٬۸۱۰ پوند (۱٬۲۷۵ کیلوگرم) است. سیستم جعبه‌دندهٔ آن ۳ دنده به دو صورت خودکار و دستی است.